# Vostochni (Leningrádskaya, Krasnodar)
Vostochni (del ruso: Восточный) es un jútor del raión de Leningrádskaya del krai de Krasnodar, en Rusia. Está situado en la orilla izquierda del río Sosyka, afluente del Yeya, 10 km al este de Leningrádskaya y 143 km al nordeste de Krasnodar, la capital del krai. Tenía 349 habitantes en 2010.
Pertenece al municipio Leningrádskoye.